# ロベルツ・ウルドリキス
ロベルツ・ウルドリキス (Roberts Uldriķis , 1998年4月3日 - )は、ラトビア・リガ出身のプロサッカー選手。エールディヴィジ・SCカンブール所属。ポジションはFW。

## クラブ経歴
スコントFCのユースを経て、2015年にFKメッタに入団。翌2016年シーズンに6ゴールを記録。2017年にFK RFSに移籍。2018年シーズンは、シーズン途中まで7ゴールを決めた。
2018年7月14日、FCシオンと契約。
2021年8月31日、SCカンブールと契約した。

## 代表歴
プロデビュー前の2014年から、ユース世代のラトビア代表の主軸として活躍。2017年6月フル代表に初招集。12日のエストニア戦で代表デビューを果たした。